# John Eastman

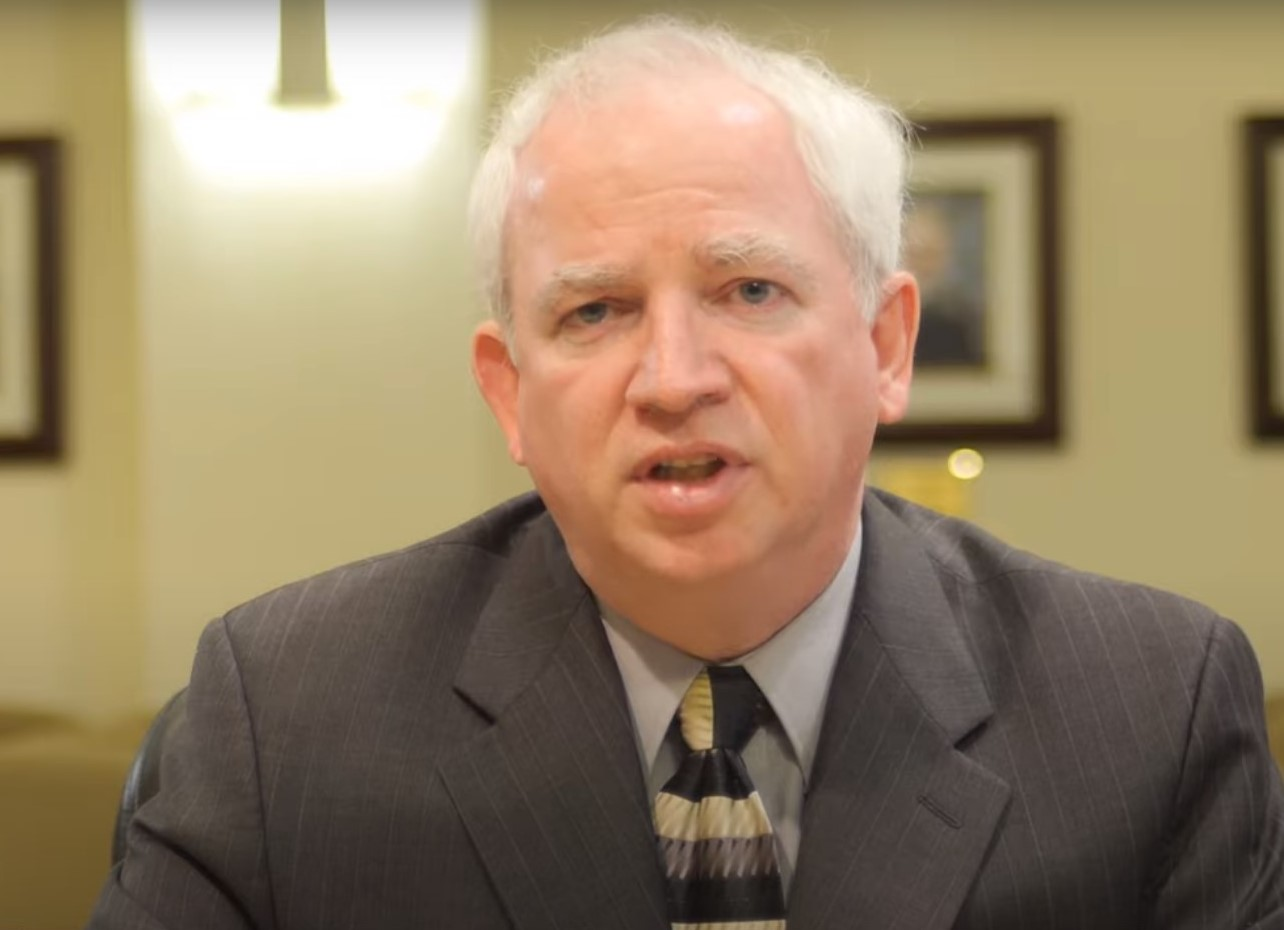
John Eastman (2013)

John Charles Eastman (* 21. April 1960 in Lincoln, Nebraska) ist ein US-amerikanischer Rechtsanwalt und -professor. Er war Dekan der juristischen Fakultät der Chapman University, einer privaten Universität mit Verbindungen zur Christian Church (Disciples of Christ) und der United Church of Christ.

## Rolle bei der Präsidentschaftswahl 2020
Im August 2020 wurde er unter Vermittlung von Cleta Mitchell als einer von Donald Trumps Rechtsberatern ins Weiße Haus berufen. Bereits bei seiner Berufung lautete sein Arbeitsauftrag, etwaige Rechtsstreitigkeiten nach der Präsidentenwahl vorzubereiten. Von Eastman stammte das Konzept, das Wahlergebnis umzukehren. Öffentlich in Erscheinung trat er erst nach der Präsidentschaftswahl. Er versuchte insbesondere die Amtsübergabe an Joe Biden zu verhindern. Beim 3. Hearing des Untersuchungsausschusses, den der US-Kongress zur Aufarbeitung des Sturms auf das Kapitol eingerichtet hatte, wurde öffentlich, dass Eastman versucht hatte, Mitarbeiter der Regierung Trump zum Rechtsbruch anzustiften. Unter anderem sollte Mike Pence die Auszählung der Stimmen mit dem Hinweis auf angeblichen Wahlbetrug verweigern. Pence weigerte sich allerdings und ermöglichte so die friedliche Amtsübergabe. Auch nach dem 6. Januar 2021 hielt Eastman noch an seinen Bemühungen fest, die Amtseinführung von Joe Biden zu verhindern.
Am 11. Januar ersuchte Eastman über Rudy Giuliani darum, auf eine Liste mit Begnadigungen aufgenommen zu werden, was Trump ihm aber nicht gestattete. Bei den Anhörungen des 6.-Januar-Komitees des US-Repräsentantenhauses verweigerte Eastman insgesamt einhundertmal die Aussage. Dabei berief er sich stets auf den 5. Zusatzartikel zur Verfassung der Vereinigten Staaten, nach dem niemand eine Aussage machen muss, die ihn selbst belasten könnte. Nach Angaben von Greg Jacob, einem ehemaligen Berater von Mike Pence, war sich Eastman vollständig bewusst, dass seine Ziele nicht mit amerikanischem Recht vereinbar waren. Als er am 7. Januar in einem Telefonat mit Eric Herschmann weiterhin seine Theorien vertrat, erteilte ihm dieser eine klare Absage, was während der Anhörungen im Juni 2022 thematisiert wurde.
Im Nachgang der Affäre versuchte Eastman zusammen mit dem Juristen John Yoo, einem Autor der Folter-Memos, die rechtlichen Bemühungen zur Aufarbeitung des Umsturzversuchs zu diskreditieren.
Im August 2023 stimmte eine Grand Jury in Fulton County in Georgia für eine Anklage gegen eine 19 Personen umfassende Gruppe, zu der auch Eastman gehört. Der Gruppe wird in der Anklageschrift eine Verschwörung zur Beeinflussung des Ergebnisses der US-Präsidentschaftswahl 2020 im Bundesstaat Georgia vorgeworfen, „um rechtswidrig den Ausgang einer Wahl zugunsten von Trump zu verändern“. Insgesamt nennt die Anklageschrift 41 Anklagepunkte. Am 24. August wurde Eastman deswegen im Gefängnis von Fulton County erkennungsdienstlich behandelt.